# ثيمبا زواني
ثيمبا زواني (بالإنجليزية: Themba Zwane) (مواليد 3 أغسطس 1989) هو لاعب كرة قدم جنوب أفريقي يلعب حاليًا لصالح نادي ماميلودي صن داونز الجنوب أفريقي.

## أهدافه الدولية
| #  | التاريخ         | المكان                                               | الخصم             | الهدف | النتيجة | المسابقة                        |
| -- | --------------- | ---------------------------------------------------- | ----------------- | ----- | ------- | ------------------------------- |
| 1  | 7 أوكتوبر 2017  | ملعب البنك الوطني الأول، جوهانسبورغ، جنوب إفريقيا    | بوركينا فاسو      | 2–0   | 3–1     | تصفيات كأس العالم 2018          |
| 2  | 13 أوكتوبر 2019 | ملعب نيلسون مانديلا باي، بورت إليزابيث، جنوب إفريقيا | مالي              | 2–0   | 2–2     | ودية                            |
| 3  | 16 نوفمبر 2020  | ملعب البنك الوطني الأول، جوهانسبورغ، جنوب إفريقيا    | ساو تومي وبرينسيب | 1–0   | 4–2     | تصفيات كأس الأمم الإفريقية 2021 |
| 4  | 16 نوفمبر 2020  | ملعب البنك الوطني الأول، جوهانسبورغ، جنوب إفريقيا    | ساو تومي وبرينسيب | 3–2   | 4–2     | تصفيات كأس الأمم الإفريقية 2021 |
| 5  | 24 سبتمبر 2022  | ملعب نيلسون مانديلا باي، بورت إليزابيث، جنوب إفريقيا | سيراليون          | 1–0   | 4–0     | ودية                            |
| 6  | 24 سبتمبر 2022  | ملعب نيلسون مانديلا باي، بورت إليزابيث، جنوب إفريقيا | سيراليون          | 3–0   | 4–0     | ودية                            |
| 7  | 17 أوكتوبر 2023 | ملعب فيليكس هوفويت-بواني، أبيدجان، ساحل العاج        | ساحل العاج        | 1–0   | 1–1     | ودية                            |
| 8  | 21 يناير 2024   | ملعب أمادو جون كوليبالي، كورهوغو، ساحل العاج         | ناميبيا           | 2–0   | 4–0     | كأس الأمم الإفريقية 2023        |
| 9  | 21 يناير 2024   | ملعب أمادو جون كوليبالي، كورهوغو، ساحل العاج         | ناميبيا           | 3–0   | 4–0     | كأس الأمم الإفريقية 2023        |
| 10 | 23 مارس 2024    | ملعب براقي، براقي، الجزائر                           | الجزائر           | 1–1   | 3–3     | ودية                            |
| 11 | 23 مارس 2024    | ملعب براقي، براقي، الجزائر                           | الجزائر           | 2–1   | 3–3     | ودية                            |
| 12 | 7 يونيو 2024    | ملعب جودسويل أكبابيو الدولي، أويو، نيجيريا           | نيجيريا           | 1–0   | 1–1     | تصفيات كأس العالم 2026          |

## روابط خارجية
- ثيمبا زواني على موقع الاتحاد الدولي (مؤرشف)  (الإنجليزية)
- ثيمبا زواني على موقع قاعدة بيانات كرة القدم.إي يو (الإنجليزية)
- ثيمبا زواني على موقع ناشيونال فوتبول تيمز (الإنجليزية)
- ثيمبا زواني على موقع Soccerway.com (الإنجليزية)